# OU Большого Пса
OU Большого Пса (лат. OU Canis Majoris) — двойная затменная переменная звезда типа Беты Лиры (EB:) в созвездии Большого Пса на расстоянии (вычисленном из значения параллакса) приблизительно 4636 световых лет (около 1421 парсека) от Солнца. Видимая звёздная величина звезды — от +15,22m до +15,17m. Орбитальный период — около 0,514 суток (12,336 часов).